# Charles E. Phelps
Charles Edward Phelps (* 1. Mai 1833 in Guilford, Vermont; † 27. Dezember 1908 in Baltimore, Maryland) war ein US-amerikanischer Politiker. Zwischen 1865 und 1869 vertrat er den Bundesstaat Maryland im US-Repräsentantenhaus.

## Werdegang
Im Jahr 1837 kam Charles Phelps mit seinen Eltern nach New Jersey; 1841 zog die Familie nach Maryland weiter. Er besuchte die öffentlichen Schulen seiner neuen Heimat und studierte danach bis 1852 am Princeton College. Nach einem anschließenden Jurastudium an der Harvard University und seiner 1855 erfolgten Zulassung als Rechtsanwalt begann er in Baltimore in diesem Beruf zu arbeiten. Im Jahr 1860 wurde er Mitglied des dortigen Stadtrates. Während des Bürgerkrieges diente er ab 1862 im Heer der Union, in dem er bis zum Oberst aufstieg. Im Jahr 1898 erhielt er für seine damaligen militärischen Leistungen die Congressional Medal of Honor.
Bei den Kongresswahlen des Jahres 1864 wurde Phelps als Unionist im dritten Wahlbezirk von Maryland in das US-Repräsentantenhaus in Washington, D.C. gewählt, wo er am 4. März 1865 die Nachfolge von Henry Winter Davis antrat. Nach einer Wiederwahl konnte er bis zum 3. März 1869 zwei Legislaturperioden im Kongress absolvieren. Seit 1865 war die Arbeit des Kongresses von den Spannungen zwischen der Republikanischen Partei und Präsident Andrew Johnson überschattet, die in einem nur knapp gescheiterten Amtsenthebungsverfahren gipfelten. Während Phelps’ Zeit im Kongress wurden der 14. und der 15. Verfassungszusatz ratifiziert.
Nach dem Ende seiner Zeit im US-Repräsentantenhaus praktizierte er wieder als Anwalt. Zeitweise fungierte er auch als Staatsbeauftragter für das öffentliche Schulwesen. Von 1882 bis 1908 war er Richter in Baltimore. Gleichzeitig lehrte er zwischen 1884 und 1907 das Fach Jura an der University of Maryland. Er starb am 27. Dezember 1908 in Walbrook, einem Ortsteil von Baltimore. Seit 1868 war Charles Phelps mit Martha Woodward verheiratet, mit der eine Tochter hatte.